# Marathios
Marathios (altgriechisch Μαράθιος Maráthios) war in der griechischen Mythologie ein König von Sikyon. Er wurde der Nachfolger des Marathonios. Zu seiner Zeit soll Moses die Israeliten aus Ägypten geführt haben. 
Eusebius von Caesarea schreibt Marathios 20 Regierungsjahre zu. Als Nachfolger nennt er Echyreus.